# NO! NO! NO!
NO! NO! NO! – polska grupa muzyczna wykonująca rock alternatywny. Grupa powstała z inicjatywy muzyków znanych z występów w grupie Myslovitz Przemysława Myszora i Wojciecha Powagi oraz instrumentalisty i wokalisty Tomasza Makowieckiego. Muzycy zadebiutowali koncertem na rozdaniu nagród Fryderyków 2008. Podczas występu zespół wykonał interpretację utworu „A Girl Like You” z repertuaru Edwyna Collinsa, co przyczyniło się do dalszej współpracy.
26 marca 2010 roku nakładem wytwórni muzycznej EMI Music Poland ukazał się debiutancki album formacji zatytułowany NO! NO! NO!. Płyta została zarejestrowana we wrocławskim studiu Fonoplastykon, we współpracy z producentem muzycznym Marcinem Borsem. W ramach promocji wydawnictwa został zrealizowany teledysk do utworu „Doskonały pomysł”. Ponadto kompozycja dotarła do 36. miejsca Listy Przebojów Programu Trzeciego Polskiego Radia. Debiut zespołu spotkał się z pozytywnym przyjęciem ze strony krytyków muzycznych. Recenzent serwisu Onet.pl Bartek Kot napisał:

Wcale nie energiczne, rockowe kawałki grają tu główną rolę, ale numery poszukujące, pełne przestrzeni, nasycone akustycznymi brzmieniami i skręcające w rejony post-rocka oraz psychodelii. Intrygujące, jak i warstwa tekstowa – choć dotykająca miłosnych i życiowych kwestii, to daleka od banału, inspirująca.

W lipcu 2010 roku pochodząca z debiutanckiej płyty kompozycja „Doskonały pomysł” została nominowana do nagrody Superjedynki w kategorii „Przebój Roku”. Jednakże formacja odmówiła udziału w plebiscycie.
Od 2011 roku brak jest doniesień o działalności zespołu.

## Dyskografia
| Rok  | Tytuł                                                         | Pozycja na liście |
| Rok  | Tytuł                                                         | POL               |
| ---- | ------------------------------------------------------------- | ----------------- |
| 2010 | NO! NO! NO! - Data: 26 marca 2010 - Wydawca: EMI Music Poland | 45                |

## Nagrody i wyróżnienia
| Rok  | Kategoria                         | Nagroda  | Uwagi     |
| ---- | --------------------------------- | -------- | --------- |
| 2011 | Album roku muzyka alternatywna    | Fryderyk | Nominacja |
| 2011 | Najlepsza oprawa graficzna albumu | Fryderyk | Nominacja |